# زاك كلارك
زاك كلارك (بالإنجليزية: Zach Clark)‏ هو لاعب كرة قاعدة أمريكي، ولد في 11 يوليو 1983 في ويلمنغتون في الولايات المتحدة.

## وصلات خارجية
- زاك كلارك على موقعبيزبول رفرنس.كوم (الدوري الرئيسي) (الإنجليزية)
- زاك كلارك على موقعبيزبول رفرنس.كوم (الدوري الثانوي) (الإنجليزية)